# 东屏街道 (温州市)
东屏街道是中华人民共和国浙江省温州市洞头区下辖的一个街道办事处。

## 行政区划
东屏街道下辖以下村级行政区划单位：
蓝港社区、半屏社区、中仑村、东岙村、东岙顶村、垄头村、后寮村、寮顶村、岙仔村、后坑村和惠民村。